# Baadh & Winthers Eftf.
Baadh & Winthers Eftf. var en københavnsk virksomhed, som forhandlede isenkram, køkkenudstyr, glas og porcelæn en gros og en detail.
Virksomheden blev grundlagt den 6. december 1717 af Peter Baadh (1679-1752) fra Ystad. Han etablerede en handel (sammesteds, hvor tidligere Hans Jochim - eller Johan - Rohde havde drevet et guldtrækkeri i forbindelse med isenkramhandel), som blev videreført af hans enke og fra 1759 af hans søn O.H. Baadh (1728-1800). En søn af denne, N.P. Baadh (1770-1805) og F. Winther var indehavere af forretningen indtil 1832, da den blev afstået til en søn af Winther, M.F.O. Winther, fra hvem den i slutningen af 1840'erne overgik til S.J. Rohde (-1855). Han kaldte nu firmaet "Baadh & Winthers Eftf."
Efter S.J. Rohdes død blev handelen overtaget af hans broder, J.G. Rohde (1818-1891), der i 1877 optog Julius G. Rohde (søn, 1849-1921) og O.F. Hecht (svigersøn, 1848-?) som kompagnoner; O.F. Hecht udtrådte af firmaet 1894. Fra 1860 drev firmaet tillige en gros-forretninger, fra 1889 køkkenudstyr, glas-, porcelæn- og galanterivarehandel og fra 1891 handel med cykler og cykeldele.
I 1913 blev Julius G. Rohdes sønner, Axel W. Rohde (1881-1943) og Johan G. Rohde (1884-1968) optaget som kompagnoner i firmaet. Begge var uddannede til handelen og havde opholdt sig i udlandet (Leipzig, Sheffield hos Sanderson, Hamborg). Førstnævnte udtrådte af firmaet 1929, og derefter var Johan G. Rohde eneindehaver indtil 1947, hvor han solgte det til Mogens Werner (1909-?), som indtil da havde været medindehaver af T.M. Werner.
Baadh & Winther havde kontor Skindergade 3 og butik Købmagergade 45 i København. Virksomheden er ophørt.